# Kleifarvatn

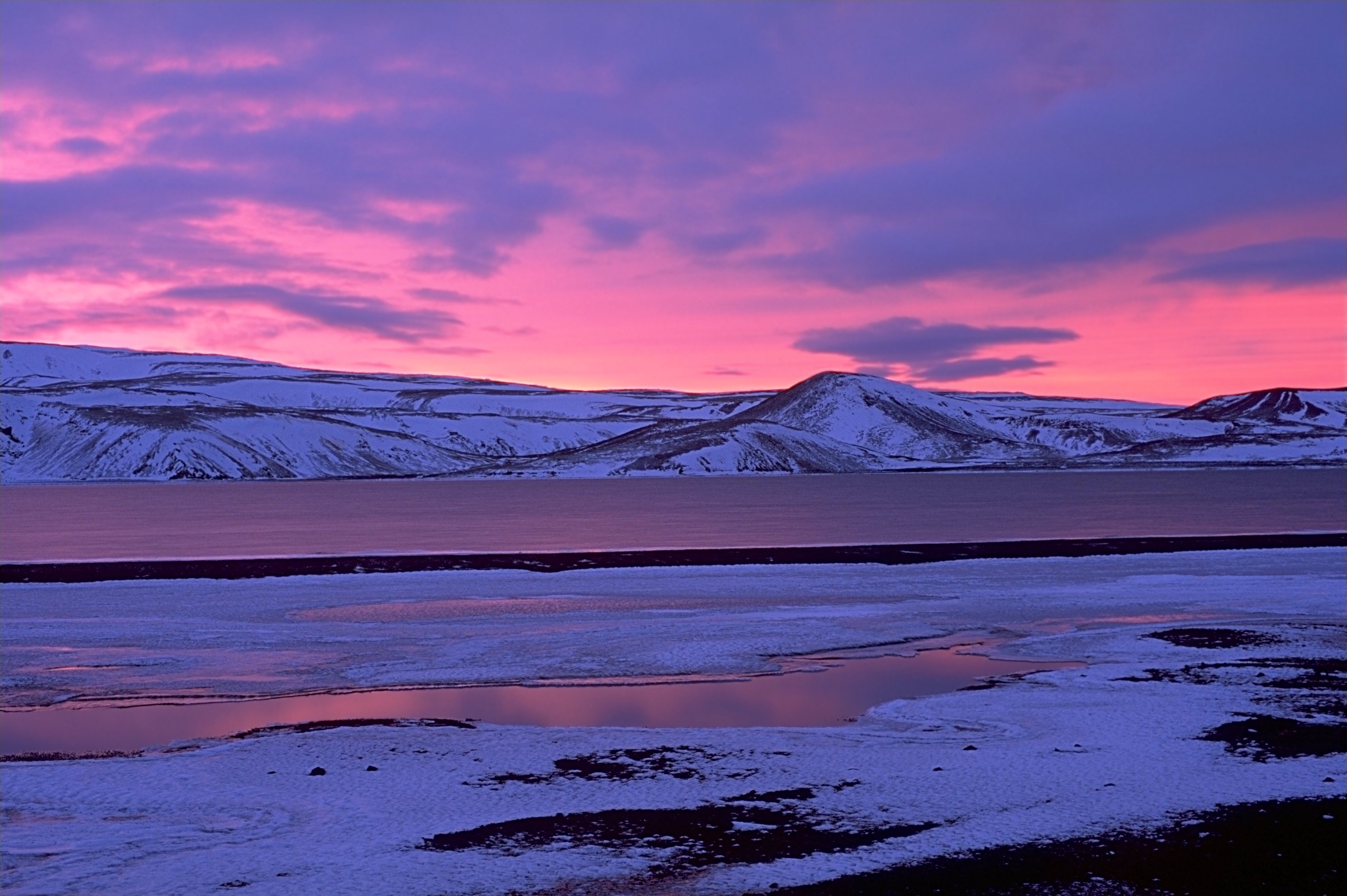
Kleifarvatn en vintermorgon.

Kleifarvatn är den största sjön på Reykjaneshalvön på Island, belägen på den södra delen av halvön. 
Sjön kan nås via en obanad väg, och det finns två områden med hög temperatur som kan hittas inte långt därifrån: Seltún/Krýsuvík och ett annat i öster. En undersökning från 2012 påvisade en hydrotermal öppning under sjön och föreslog två andra i en rak linje som sträcker sig på samma sätt som flesta förkastningar i området.
Sjön har inget synligt vatten som kommer in eller går ut eftersom det mesta av dess vatten kommer under jorden och också rinner ut där.

## Undersökningar
Kleifarvatn undersöktes första gången 1964 och studerades mera noggrant senare. Sjöns största registrerade djup var 97 meter 1975 med en höjd över havet på 140 meter. Efter jordbävningarna på Island år 2000 började sjön sjunka, så att åtminstone 20% av dess yta har försvunnit och undersökningarna visar att det har skett en del materialavlagring, eftersom djupet har minskat mer än sjöytans höjd över havet. År 2012 var ytan på 135 meter över havet med ett maximalt djup på 89.5 meter. Sjön hade då bara en yta på 7.3615 km2. Sedimentationsmönstret tyder på att någon gång tidigare var sjön mindre till storleken än den var 2012. Sjöns yta har tidigare uppmätts till mellan 7.5 och 10 km2.